# Pelican Marsh
Pelican Marsh statisztikai település az USA Florida államában, Collier megyében. Lakosainak száma 2453 fő (2020. április 1.).

## Népesség
A település népességének változása:

| 2020 | 2 453 |